# Bauhaus (banda)
Bauhaus -Del alemánː Casa de construcción- fue una banda de rock británica (formada en Northampton en 1978) influyente en los años 1980. La banda tomó su nombre de la escuela de diseño alemana Bauhaus creada durante la segunda década del siglo XX, aunque en un principio se llamaron Bauhaus 1919, perdiendo la última parte antes del primer año. 
A pesar de que había bandas precursoras del estilo gótico, muchos consideran a Bauhaus la primera banda gótica. Bauhaus combinaban un gran número de influencias punk, post-punk y glam rock. Su sonido influyó, inspiró y llamó la atención sobre un conjunto de grupos post-punk generando el estilo intenso y triste que acabó siendo el rock gótico.

## Historia
Su disco sencillo debut, "Bela Lugosi's Dead", se publicó en agosto de 1979. Es una canción de 9 minutos de duración y grabada en directo en el estudio de una sola toma, que no entró en las listas de éxitos británicas, pero se siguió vendiendo durante muchos años. Sin duda su trabajo más famoso, es un trabajo minimalista, una mezcla libre de The Doors, los Pink Floyd del inicio y algunas bandas de Krautrock experimental como Can y Neu!. La canción fue la banda sonora de la película "The Hunger" de Tony Scott del año 1983.
En 1980 grabaron su primer L.P. "In The Flat Field", un álbum claustrofóbico y denso, que seguía los derroteros marcados por su sencillo de debut y que los situó entre los abanderados del movimiento post-punk dark/gótico junto a bandas como Siouxsie And The Banshees, Joy Division o The Cure. 
Con su segundo L.P. "Mask" editado en 1981 y una sucesión de singles de éxitos, la banda logró consolidarse en el mercado europeo y subir alto en las listas con una versión del tema "Ziggy Stardust" de David Bowie.

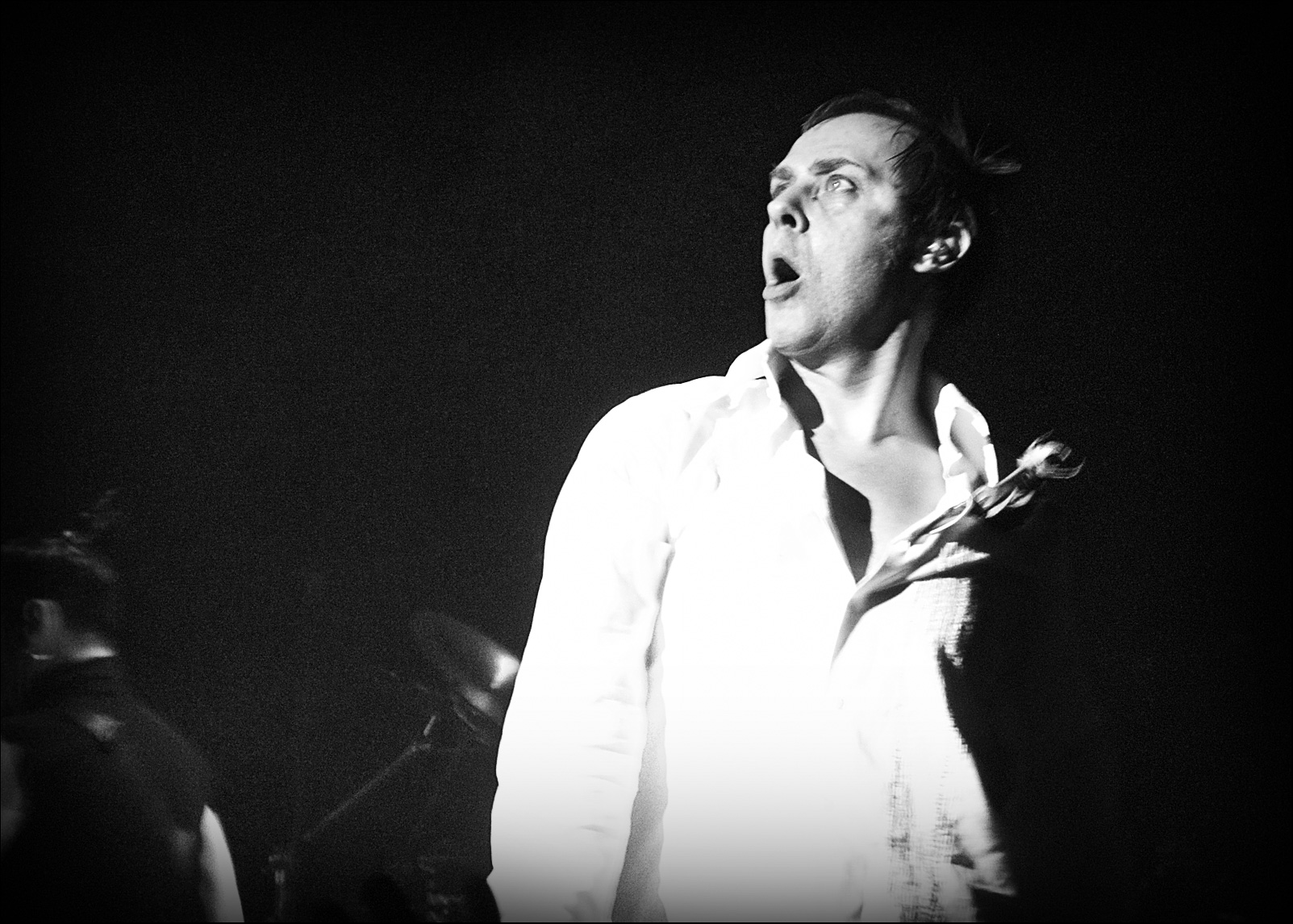
Peter Murphy (2006).

Su siguiente trabajo "The Sky´s Gone Out" mostraba una evolución del grupo hacia sonidos más experimentales, y fue editado en 1982 acompañado de un disco en directo llamado "Press The Eject And Give Me The Tape".
En esas fechas comenzaron los problemas internos de la banda debido al excesivo protagonismo de su vocalista Peter Murphy, que se volvió la cara principal de publicidad de las cintas de casete Maxel y que realizó una aparición estelar en el prólogo de la película "El Ansia" (The Hunger) de Tony Scott ahí donde se suponía debían aparecer todos los miembros de la banda.
Ya en 1983, Bauhaus presentó su último disco "Burning From The Inside" que fue su mayor éxito de ventas y que mostraba al grupo en su faceta más comercial con singles como "She´s In Parties". El disco lo comenzaron a grabar los miembros de la banda mientras Peter Murphy se encontraba hospitalizado debido a una neumonía, este detalle y el hecho de que cuando Murphy se presentó a grabar las voces del disco Daniel Ash y David J habían grabado sus voces en algunos temas, fueron el detonante para la disolución de la banda.

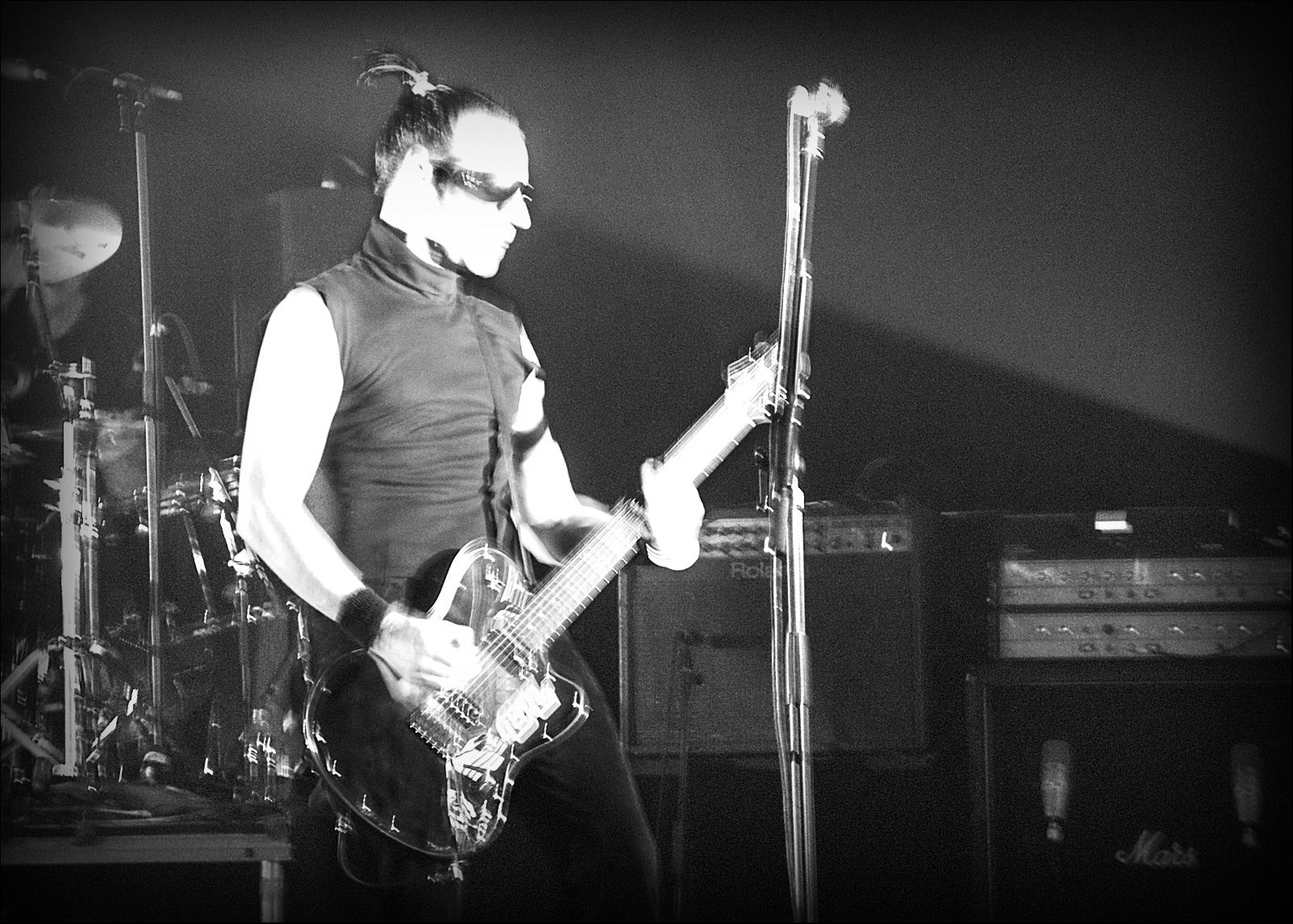
Daniel Ash (2006).

Antes de que Bauhaus se separaran (1983), todos los miembros del grupo hicieron varios trabajos como solistas. El cantante Peter Murphy trabajó de forma temporal con el bajista Mick Karn de Japan en la banda Dali's Car antes de tocar solo en discos como Deep y Love Hysteria. Daniel Ash también grabó y publicó discos en solitario bajo el nombre de Tones on Tail con Kevin Haskins y Glen Campling, roadie de Bauhaus. David J ha publicado múltiples discos en solitario y ha colaborado con varios músicos a lo largo de los años. Actualmente trabaja "en artes visuales". Kevin Haskins ha estado creando música electrónica para videojuegos y también ha producido a artistas como Gary Numan.
En 1985, David, Daniel y Kevin formaron Love and Rockets que consiguieron entrar en la lista de éxitos de Estados Unidos en 1989 con "So Alive". La banda se separó después de siete discos en 1998.
En 1998, Bauhaus se reunieron para el "Resurrection Tour" que incluía dos nuevas canciones ("Severance", original de Dead Can Dance y "The Dog's a Vapour" que también estaba publicada en la BSO de la película "Heavy Metal 2"). Un disco en vivo grabado durante la gira, Gotham, fue publicado ese mismo año. 

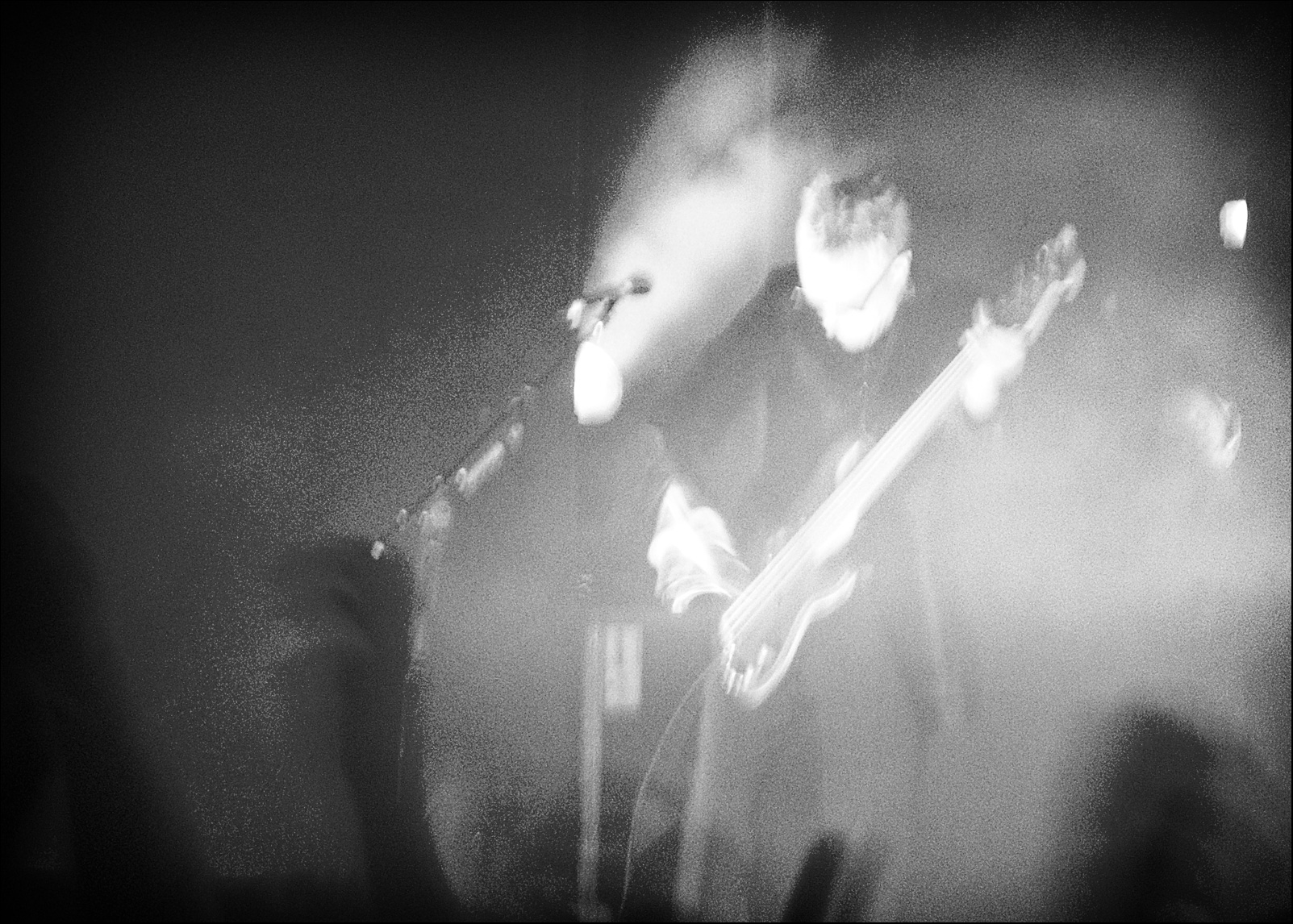
David J tocando en vivo en Londres.

En 2005, Bauhaus tocaron en una actuación de reunión en el Festival de Música y Artes de Coachella Valley en Indio (California) el 30 de abril de 2005. No se esperaban canciones nuevas, pero Peter Murphy continuó tras la actuación de Coachella con su gira en solitario para promocionar su nuevo disco. Él no solía tocar canciones de Bauhaus en sus actuaciones en solitario.
Después de la gira en solitario de 2005 de Peter Murphy, Bauhaus empezó una gira completa entre el otoño de 2005 (Norteamérica, México) y primavera de 2006 (Europa). 
En marzo de 2008 lanzó su último disco de estudio, luego de más de 20 años sin grabar.
"Go Away White", es el nombre del oscuro disco, el cual ha sido alabado hasta el momento por su contenido misceláneo y preciso, con temas que van desde sonidos de rock clásico ("Too much 21th century", "Black Stone Heart") hasta los temas más oscuros y profundos de su carrera discográfica ("Saved", "The Dog's a Vapour").
En mayo de 2013 Peter Murphy anuncia una gira por Estados Unidos, Europa y México anunciando que tocará únicamente temas de Bauhaus como motivo de su 35 aniversario ("Mr Moonlight Tour").

## Estilo de música
Bauhaus cita como influencias a las primeras bandas post-punk Joy Division y Siouxsie And The Banshees. El canto de Murphy fue comparado a David Bowie y Jacques Brel.  Las otras influencias de Bauhaus incluyeron punk rock (por ejemplo, Devo, Stooges y Sex Pistols), rock glam (por ejemplo, David Bowie, T. Rex y Gary Glitter), rock art / música experimental (por ejemplo, Brian Eno, Pere Ubu, Roxy Music, Suicide y el Velvet Underground), el krautrock (por ejemplo, Kraftwerk, Can y Neu!), Funk (por ejemplo James Brown, Bobby Byrd, Sly and the Family Stone) y dub reggae (por ejemplo, Lee Scratch Perry y King Tubby).

## Miembros
- Peter Murphy: cantante
- Daniel Ash: guitarrista, saxofonista
- David Jay: bajista
- Kevin Haskins: batería

## Discografía

### Sencillos
| Año  | Sencillo                   | Listas    | Álbum   | Anotaciones         |
| Año  | Sencillo                   | UK Charts | Álbum   | Anotaciones         |
| ---- | -------------------------- | --------- | ------- | ------------------- |
| 1979 | Bela Lugosi's Dead         | -         | Ninguno | Solo en 12 pulgadas |
| 1980 | Dark Entries               | -         | Ninguno | Solo en 7 pulgadas  |
| 1980 | Terror Couple Kill Colonel | -         | Ninguno | Solo en 7 pulgadas  |
| 1980 | Telegram Sam               | -         | Ninguno |                     |

- 7" Kick In The Eye - Beggars Banquet Records BEG 54
- 7" The Passion Of Lovers - Beggars Banquet BEG 59
- 7" Searching For Satori E.P. - Beggars Banquet BEG 74
- 12" Searching For Satori E.P. - Beggars Banquet BEG 74T
- 7" Spirit - Beggars Banquet BEG 79
- 7" Spirit (Picture Disc) - Beggars Banquet BEG 79P
- 7" Ziggy Stardust - Beggars Banquet BEG 83
- 12" Ziggy Stardust - Beggars Banquet BEG 83T
- 7" Lagartija Nick - Beggars Banquet BEG 88
- 12" Lagartija Nick - Beggars Banquet BEG 88T
- 7" Satori In Paris - Beggars Banquet BH 1
- 7" She's In Parties - Beggars Banquet BEG 91
- 12" She's In Parties - Beggars Banquet BEG 91T
- 7" The Sanity Assassin - Distribución libre entre el Club de fanes
- 12" 4 A D - 4AD BAD 312
- 12"/MCD The Singles 1981-1983 - Beggars Banquet BEG 100E
- 12"/mlp "bauhaus/4ad" rare maxi - 4AD bad 312 - -1983

### Estudio
- 1980: In the Flat Field
- 1981: Mask
- 1982: The Sky's Gone Out
- 1983: Burning from the Inside
- 2008: Go Away White

### En Vivo
- 1982: Press The Eject And Give Me The Tape
- 1992: Rest In Peace - The Final Concert
- 1997: Live in the Studio 1979
- 1999: Gotham

### Recopilaciones
- 1985: 1979–1983
- 1989: Swing the Heartache: The BBC Sessions
- 1998: Crackle – The Best of Bauhaus

### DVD
- 2000: Gotham – En vivo en Hammerstein Ballroom, New York City, 9./10. Septiembre de 1998
- 2005: Shadow Of Light/Archive (Videos promocionales y la actuación del grupo en el "Old Vic Theatre" de Londres, en 1982.)